# Erma Bombeck
Erma Bombeck, nata Erma Louise Fiste (Bellbrook, 21 febbraio 1927 – San Francisco, 22 aprile 1996), è stata un'umorista e scrittrice statunitense.

## Biografia

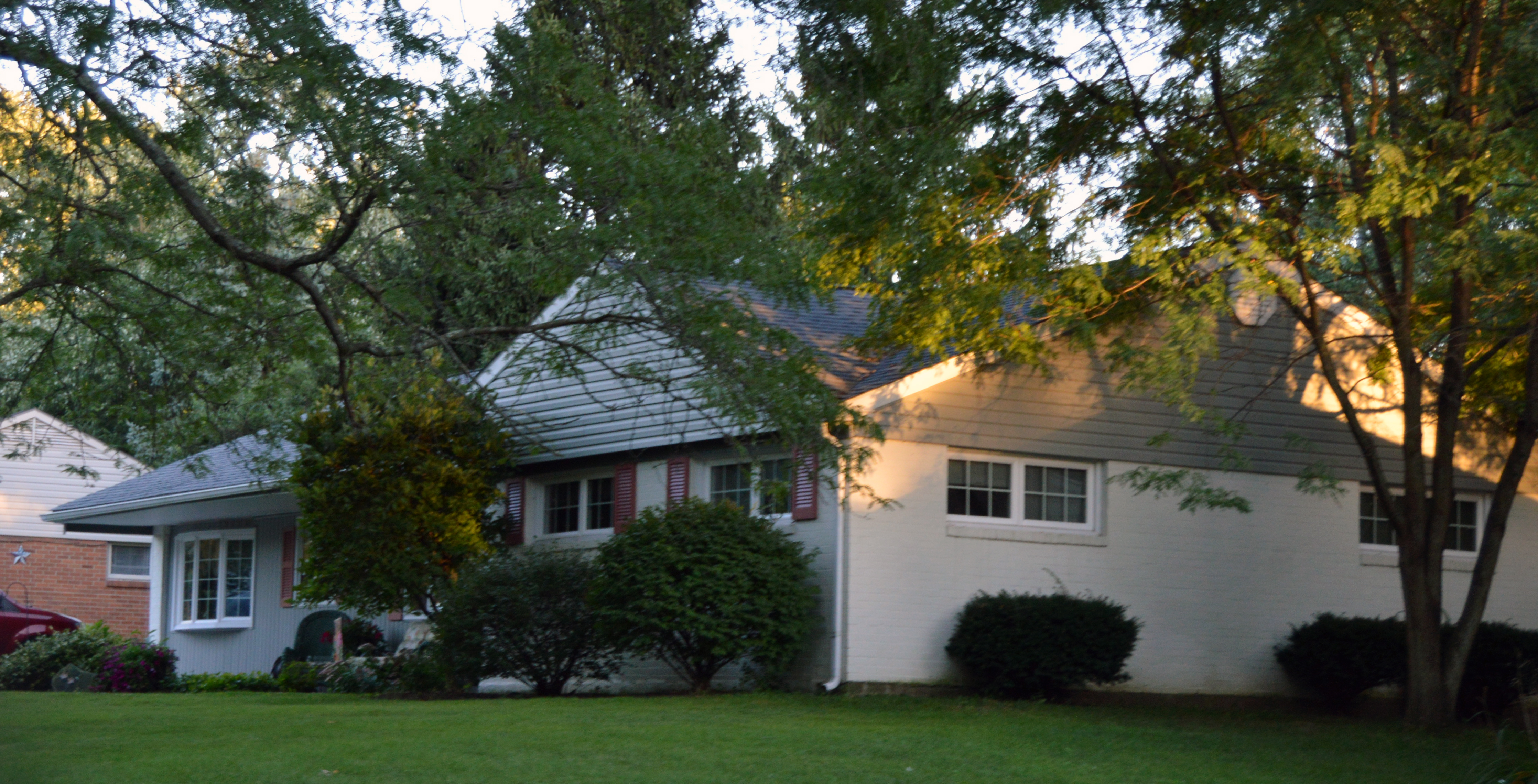
La casa di Erma Bombeck a Centerville, inserita nel National Register of Historic Places.

Nata a Bellbrook (contea di Greene, Ohio), crebbe a Dayton (Contea di Montgomery, sempre Ohio) con i genitori e la sorellastra Thelma.
La sua carriera cominciò a 15 anni, nel 1943, quando una sua intervista a Shirley Temple, giunta a Dayton per la première del suo nuovo film Da quando te ne andasti, venne pubblicata dal Dayton Herald, per cui lavorava come copista. Lasciò il lavoro nel periodo universitario, passato all'università dell'Ohio e a quella di Dayton dopo la laurea, poi venne riassunta nella sezione femminile del giornale.
Dopo aver tenuto per alcuni anni una rubrica giornalistica di notevole successo, At Wit's End, cominciò a scrivere libri umoristici, molti dei quali divennero bestseller. Alcuni adattamenti per il piccolo schermo dei suoi romanzi, come il telefilm The Grass is Always Greener Over the Septic Tank e la sitcom Maggie furono, tuttavia, dei flop clamorosi; per undici anni fu ospite fissa del programma televisivo Good Morning America. 
Si impegnò e sostenne diverse associazioni per la ricerca contro il cancro, ad esempio l'Arizona Childhood Cancer Service. Il ricavato dalle vendite negli Stati Uniti del suo libro Want to Grow Hair, I want to Grow Up, I want to Go to Boise vennero devoluti all'American Cancer Society, quelli delle vendite all'estero all'Eleanor Roosevelt International Cancer Research Fellowships.
Sposò Bill Bombeck, che aveva conosciuto alla redazione del Dayron Herald, da cui ebbe tre figli, Betsy (adottata), Andrew e Matthew. Morì a 69 anni, nel 1996, in seguito a complicazioni dopo un trapianto di rene a cui si era sottoposta; è sepolta al Woodland Cemetery and Arboretum di Dayton.
Di formazione protestante, in seguito si convertì al cattolicesimo.